# غاريث روبرتس (أستاذ جامعي)
غاريث روبرتس (بالإنجليزية: Gareth Roberts)‏ هو إحصائي بريطاني، ولد في 1964.